# Qualificazioni al campionato mondiale di calcio 1978 - AFC e OFC
Sono elencate di seguito le date e i risultati della zona asiatica (AFC) e oceanica (OFC) per le qualificazioni al mondiale del 1978.

## Formula
22 membri FIFA: si contendono 1 posto per la fase finale. Il  Vietnam del Sud viene annesso al  Vietnam e non partecipa alla competizione; mentre  Sri Lanka,  Corea del Nord,  Iraq e  Emirati Arabi Uniti si ritirano dopo il sorteggio.
Rimangono quindi 21 squadre, per 1 posto disponibili. Le qualificazioni si dividono in due fasi:
- Prima Fase: 21 squadre, divisi in 5 gruppi, secondo regole diverse.

Gruppo 1: 6 squadre, giocano partite di sola andata a Singapore. Le prime due classificate giocano uno spareggio. La vincente si qualifica alla Seconda Fase.
Gruppo 2: 4 squadre, giocano partite di andata e ritorno. La vincente si qualifica alla Seconda Fase.
Gruppo 3: 4 squadre, giocano partite di andata e ritorno. La vincente si qualifica alla Seconda Fase.
Gruppo 4: 4 squadre, giocano partite di andata e ritorno in Qatar. La vincente si qualifica alla Seconda Fase.
Gruppo 5: 3 squadre, giocano partite di andata e ritorno. La vincente si qualifica alla Seconda Fase.
- Seconda Fase: 5 squadre, giocano partite di andata e ritorno. Le vincente si qualifica alla fase finale.

## Prima Fase (AFC-OFC)

### Gruppo 1 (AFC)
| Data             | Luogo     | Squadra 1  | Risultato | Squadra 2  |
| ---------------- | --------- | ---------- | --------- | ---------- |
| 27 febbraio 1977 | Singapore | Singapore  | 2 - 0     | Thailandia |
| 28 febbraio 1977 | Singapore | Hong Kong  | 4 - 1     | Indonesia  |
| 1º marzo 1977    | Singapore | Malaysia   | 6 - 4     | Thailandia |
| 2 marzo 1977     | Singapore | Singapore  | 2 - 2     | Hong Kong  |
| 3 marzo 1977     | Singapore | Indonesia  | 0 - 0     | Malaysia   |
| 5 marzo 1977     | Singapore | Hong Kong  | 2 - 1     | Thailandia |
| 6 marzo 1977     | Singapore | Singapore  | 1 - 0     | Malaysia   |
| 7 marzo 1977     | Singapore | Thailandia | 3 - 2     | Indonesia  |
| 8 marzo 1977     | Singapore | Malaysia   | 1 - 1     | Hong Kong  |
| 9 marzo 1977     | Singapore | Singapore  | 0 - 4     | Indonesia  |

| Pos | Squadra    | Pti      | G        | V        | N        | P        | GF       | GS       | DR       |
| --- | ---------- | -------- | -------- | -------- | -------- | -------- | -------- | -------- | -------- |
| 1   | Hong Kong  | 6        | 4        | 2        | 2        | 0        | 9        | 5        | +4       |
| 2   | Singapore  | 5        | 4        | 2        | 1        | 1        | 5        | 6        | -1       |
| 3   | Malaysia   | 4        | 4        | 1        | 2        | 1        | 7        | 6        | +1       |
| 4   | Indonesia  | 3        | 4        | 1        | 1        | 2        | 7        | 7        | 0        |
| 5   | Thailandia | 2        | 4        | 1        | 0        | 3        | 8        | 12       | -4       |
| -   | Sri Lanka  | Ritirato | Ritirato | Ritirato | Ritirato | Ritirato | Ritirato | Ritirato | Ritirato |

 Hong Kong e  Singapore qualificate allo spareggio.
| Data          | Luogo     | Squadra 1 | Risultato | Squadra 2 |
| ------------- | --------- | --------- | --------- | --------- |
| 12 marzo 1977 | Singapore | Singapore | 0 - 1     | Hong Kong |

 Hong Kong qualificata alla Seconda Fase.

### Gruppo 2 (AFC-OFC)
| Data             | Luogo    | Squadra 1     | Risultato | Squadra 2     |
| ---------------- | -------- | ------------- | --------- | ------------- |
| 27 febbraio 1977 | Tel Aviv | Israele       | 0 - 0     | Corea del Sud |
| 6 marzo 1977     | Tel Aviv | Israele       | 2 - 0     | Giappone      |
| 10 marzo 1977    | Tel Aviv | Giappone      | 0 - 2     | Israele       |
| 20 marzo 1977    | Seul     | Corea del Sud | 3 - 1     | Israele       |
| 26 marzo 1977    | Tokyo    | Giappone      | 0 - 0     | Corea del Sud |
| 3 aprile 1977    | Seul     | Corea del Sud | 1 - 0     | Giappone      |

| Pos | Squadra        | Pti      | G        | V        | N        | P        | GF       | GS       | DR       |
| --- | -------------- | -------- | -------- | -------- | -------- | -------- | -------- | -------- | -------- |
| 1   | Corea del Sud  | 6        | 4        | 2        | 2        | 0        | 4        | 1        | +3       |
| 2   | Israele        | 5        | 4        | 2        | 1        | 1        | 5        | 3        | +2       |
| 3   | Giappone       | 1        | 4        | 0        | 1        | 3        | 0        | 5        | -5       |
| -   | Corea del Nord | Ritirato | Ritirato | Ritirato | Ritirato | Ritirato | Ritirato | Ritirato | Ritirato |

 Corea del Sud qualificata alla Seconda Fase.

### Gruppo 3 (AFC)
| Data             | Luogo   | Squadra 1      | Risultato | Squadra 2      |
| ---------------- | ------- | -------------- | --------- | -------------- |
| 12 novembre 1976 | Jedda   | Arabia Saudita | 2 - 0     | Siria          |
| 26 novembre 1976 | Damasco | Siria          | 2 - 1     | Arabia Saudita |
| 7 gennaio 1977   | Riad    | Arabia Saudita | 0 - 3     | Iran           |
| 28 gennaio 1977  | Damasco | Siria          | 0 - 1     | Iran           |
| 6 aprile 1977    | Shiraz  | Iran           | 2 - 0     | Siria          |
| 22 aprile 1977   | Shiraz  | Iran           | 2 - 0     | Arabia Saudita |

| Pos | Squadra        | Pti      | G        | V        | N        | P        | GF       | GS       | DR       |
| --- | -------------- | -------- | -------- | -------- | -------- | -------- | -------- | -------- | -------- |
| 1   | Iran           | 8        | 4        | 4        | 0        | 0        | 8        | 0        | +8       |
| 2   | Arabia Saudita | 2        | 4        | 1        | 0        | 3        | 3        | 7        | -4       |
| 3   | Siria          | 2        | 4        | 1        | 0        | 3        | 2        | 6        | -4       |
| -   | Iraq           | Ritirato | Ritirato | Ritirato | Ritirato | Ritirato | Ritirato | Ritirato | Ritirato |

 Iran qualificata al secondo turno.

### Gruppo 4 (AFC)
| Data          | Luogo | Squadra 1 | Risultato | Squadra 2 |
| ------------- | ----- | --------- | --------- | --------- |
| 11 marzo 1977 | Doha  | Bahrein   | 0 - 2     | Kuwait    |
| 13 marzo 1977 | Doha  | Qatar     | 2 - 0     | Bahrein   |
| 15 marzo 1977 | Doha  | Qatar     | 0 - 2     | Kuwait    |
| 17 marzo 1977 | Doha  | Bahrein   | 1 - 2     | Kuwait    |
| 19 marzo 1977 | Doha  | Qatar     | 0 - 3     | Bahrein   |
| 21 marzo 1977 | Doha  | Qatar     | 1 - 4     | Kuwait    |

| Pos | Squadra             | Pti      | G        | V        | N        | P        | GF       | GS       | DR       |
| --- | ------------------- | -------- | -------- | -------- | -------- | -------- | -------- | -------- | -------- |
| 1   | Kuwait              | 8        | 4        | 4        | 0        | 0        | 10       | 2        | +8       |
| 2   | Bahrein             | 2        | 4        | 1        | 0        | 3        | 4        | 6        | -2       |
| 3   | Qatar               | 2        | 4        | 1        | 0        | 3        | 3        | 9        | -6       |
| -   | Emirati Arabi Uniti | Ritirato | Ritirato | Ritirato | Ritirato | Ritirato | Ritirato | Ritirato | Ritirato |

 Kuwait qualificato al secondo turno.

### Gruppo 5 (OFC)
| Data          | Luogo    | Squadra 1     | Risultato | Squadra 2     |
| ------------- | -------- | ------------- | --------- | ------------- |
| 13 marzo 1977 | Suva     | Australia     | 3 - 0     | Taipei cinese |
| 16 marzo 1977 | Suva     | Taipei cinese | 1 - 2     | Australia     |
| 20 marzo 1977 | Auckland | Nuova Zelanda | 6 - 0     | Taipei cinese |
| 23 marzo 1977 | Auckland | Taipei cinese | 0 - 6     | Nuova Zelanda |
| 27 marzo 1977 | Sydney   | Australia     | 3 - 1     | Nuova Zelanda |
| 30 marzo 1977 | Auckland | Nuova Zelanda | 1 - 1     | Australia     |

| Pos | Squadra       | Pti | G | V | N | P | GF | GS | DR  |
| --- | ------------- | --- | - | - | - | - | -- | -- | --- |
| 1   | Australia     | 7   | 4 | 3 | 1 | 0 | 9  | 3  | +6  |
| 2   | Nuova Zelanda | 5   | 4 | 2 | 1 | 1 | 14 | 4  | +10 |
| 3   | Taipei cinese | 0   | 4 | 0 | 0 | 4 | 1  | 17 | -16 |

 Australia qualificata alla Seconda Fase.

## Seconda Fase (AFC-OFC)
| Data             | Luogo             | Squadra 1     | Risultato | Squadra 2     |
| ---------------- | ----------------- | ------------- | --------- | ------------- |
| 19 giugno 1977   | Hong Kong         | Hong Kong     | 0 - 2     | Iran          |
| 26 giugno 1977   | Hong Kong         | Hong Kong     | 0 - 1     | Corea del Sud |
| 3 luglio 1977    | Pusan             | Corea del Sud | 0 - 0     | Iran          |
| 10 luglio 1977   | Adelaide          | Australia     | 3 - 0     | Hong Kong     |
| 14 agosto 1977   | Melbourne         | Australia     | 0 - 1     | Iran          |
| 27 agosto 1977   | Sydney            | Australia     | 2 - 1     | Corea del Sud |
| 2 ottobre 1977   | Hong Kong         | Hong Kong     | 1 - 3     | Kuwait        |
| 9 ottobre 1977   | Seul              | Corea del Sud | 1 - 0     | Kuwait        |
| 16 ottobre 1977  | Sydney            | Australia     | 1 - 2     | Kuwait        |
| 23 ottobre 1977  | Seul              | Corea del Sud | 0 - 0     | Australia     |
| 28 ottobre 1977  | Teheran           | Iran          | 1 - 0     | Kuwait        |
| 30 ottobre 1977  | Hong Kong         | Hong Kong     | 2 - 5     | Australia     |
| 5 novembre 1977  | Madinat al-Kuwait | Kuwait        | 2 - 2     | Corea del Sud |
| 11 novembre 1977 | Teheran           | Iran          | 2 - 2     | Corea del Sud |
| 12 novembre 1977 | Madinat al-Kuwait | Kuwait        | 4 - 0     | Hong Kong     |
| 18 novembre 1977 | Teheran           | Iran          | 3 - 0     | Hong Kong     |
| 19 novembre 1977 | Madinat al-Kuwait | Kuwait        | 1 - 0     | Australia     |
| 25 novembre 1977 | Teheran           | Iran          | 1 - 0     | Australia     |
| 3 dicembre 1977  | Madinat al-Kuwait | Kuwait        | 1 - 2     | Iran          |
| 4 dicembre 1977  | Seul              | Corea del Sud | 5 - 2     | Hong Kong     |

| Pos | Squadra       | Pti | G | V | N | P | GF | GS | DR  |
| --- | ------------- | --- | - | - | - | - | -- | -- | --- |
| 1   | Iran          | 14  | 8 | 6 | 2 | 0 | 12 | 3  | +9  |
| 2   | Corea del Sud | 10  | 8 | 3 | 4 | 1 | 12 | 8  | +4  |
| 3   | Kuwait        | 9   | 8 | 4 | 1 | 3 | 13 | 8  | +5  |
| 4   | Australia     | 7   | 8 | 3 | 1 | 4 | 11 | 8  | +3  |
| 5   | Hong Kong     | 0   | 8 | 0 | 0 | 8 | 5  | 26 | -21 |

 Iran qualificata alla fase finale.